# Kaga Create
Kaga Create Co.,Ltd. är en Japan-baserad utvecklings- och utgivningsavdelning för TV- och datorspel inom Kaga Electronics, bildad 1988.
Företaget lanserade till en början spel för PC Engine (också känt som TurboGrafx). Senare började de dock ge ut spel till ett vidare utbud av konsoler, dessa inkluderar Game Boy, Super Nintendo Entertainment System, Dreamcast, 3DO, PlayStation, Sega Saturn, och PC-FX. Företagets utgivningar upphörde 2005, deras sista utgivna spel bestod mest av PC Engine-spel som gavs ut till Nintendo Wii.
Kaga Create hette från början Naxat, vilket var en bakvänd omskrivning av Taxan, som är ett varumärke ägt av moderbolaget.